# Rülzheim
Rülzheim è un comune di 7.796 abitanti della Renania-Palatinato, in Germania.
Appartiene al circondario (Landkreis) di Germersheim (targa GER) ed è parte della comunità amministrativa (Verbandsgemeinde) di Rülzheim.